# Al-Masjid an-Nabawi
Al-Masjid an-Nabawī (tiếng Ả Rập: المسجد النبوي; Thánh đường Hồi giáo của Nhà tiên tri) là một nhà thờ Hồi giáo do Nhà tiên tri Muhammad của Hồi giáo khởi xây nên, tọa lạc tại thành phố Medina tại Ả Rập Xê Út. Al-Masjid an-Nabawi là nhà thờ Hồi giáo thứ ba được xây dựng nên trong lịch sử Hồi giáo và là một trong những nhà thờ Hồi giáo lớn nhất thế giới ngày nay. Đây là địa điểm thiêng liêng thứ hai trong thế giới Hồi giáo, chỉ sau nhà thờ Masjid al-Haram ở thánh địa Mecca. Nhà thờ luôn mở cửa bất kể ngày tháng hay giờ giấc.
Khu đất vốn nằm cạnh nhà của Muhammad, ông định cư ở đó sau khi hành hương đến Medina vào năm 622. Ông góp phần tham gia vào công việc xây dựng. Nhà thờ ban đầu là một công trình không gian mở. Nhà thờ có công năng như một trung tâm cộng đồng, một tòa án và trường học tôn giáo. Có riêng một bục giảng được xây cao cho người dạy kinh Coran. Những nhà thống trị Hồi giáo sau này đã mở rộng và trang trí đáng kể lại nhà thờ này. Vào năm 1909, đây trở thành nơi đầu tiên trên toàn bán đảo Ả Rập được thắp đèn điện chiếu sáng. Nhà thờ nằm tại nơi từng là trung tâm cổ xưa của Medina, với nhiều khách sạn và chợ cũ xung quanh. Đây là một địa điểm hành hương chính yếu. Nhiều tín đồ Hồi giáo hành hương đến Medina để thăm viếng nhà thờ này vì mối liên hệ của nó và tiên tri Muhammad.
Một trong những vị trí nổi bật nhất của nhà thờ là Mái vòm Xanh nằm ở góc đông nam của nhà thờ, trước đây là nhà của Aisha, một trong những người vợ của Muhammad, cũng là nơi đặt hầm mộ của Muhammad. Năm 1279, một mái vòm gỗ được xây dựng phủ lên hầm mộ, sau đó lại được tái xây dựng và sửa chữa lại nhiều lần vào cuối thế kỷ XV và một lần vào năm 1817. Mái vòm hiện hữu được sultan của đế quốc Ottoman là Mahmud II thêm vào năm 1818 và được sơn xanh lá lần đầu tiên vào năm 1837, sau đó được biết đến với tên gọi "Mái vòm Xanh".